# Deutschland (canción)
«Deutschland» es una canción del grupo alemán de metal industrial Rammstein, lanzado el 28 de marzo de 2019 como el primer sencillo de su séptimo título de estudio, que no fue "bautizado" y que, en su defecto, es llamado RAMMSTEIN. Su anterior trabajo había sido Liebe ist für alle da, publicado en 2009. Era la primera pieza de música nueva lanzada desde Mein Land (2011). La canción se convirtió en el segundo sencillo del grupo que alcanzaba el número uno en Alemania después de Pussy, en 2009.

## Videoclip
El vídeo fue dirigido por el cineasta Specter Berlin y lanzado en línea el 28 de marzo de 2019, después de dejarse una vista previa del mismo de apenas 35 segundos dos días antes. La vista previa del vídeo provocó críticas algunas horas después del lanzamiento. De tintes oscuros, violentos e incluso macabros, no obstante en la línea de la banda, presenta al espectador varios eventos y episodios de la historia de Alemania, desde la conquista de Germania, con la batalla del bosque de Teutoburgo, pasando por la Edad Media, la caza de brujas, la revolución de noviembre, los años 1920, la quema de libros por los nazis, el LZ 129 Hindenburg, la Primera y la Segunda Guerra Mundial, la República de Weimar, la Guerra Fría, las distensiones entre la RFA y la RDA y los ataques y atentados de la RAF; así como escenas de ciencia ficción ambientadas en el espacio exterior. La actriz alemana de ascendencia ghanesa Ruby Commey copa también protagonismo en el videoclip, apareciendo caracterizada como la personificación de Germania, centro argumental de la temática.
En la parte final del mismo, al entronar los créditos finales con imágenes del propio videoclip, suena una versión en piano del tema Sonne del grupo, interpretado por el teclista Jóhann Jóhannsson.

## Posición en listas
| Listas (2019)                         | Posición más alta |
| ------------------------------------- | ----------------- |
| Alemania (GfK Entertainment Charts)   | 1                 |
| Australia (ARIA)                      | 39                |
| Austria (Ö3 Austria Top 40)           | 4                 |
| Bélgica-Flandes (Ultratop 50 Singles) | 23                |
| Bélgica-Valona (Ultratop 40 Singles)  | 23                |
| Escocia (Official Charts Company)     | 29                |
| Eslovaquia (IFPI)                     | 11                |
| Estados Unidos (Hot Rock Songs)       | 14                |
| Francia (SNEP)                        | 100               |
| Nueva Zelanda (Recorded Music NZ)     | 27                |
| Reino Unido (UK Singles Chart)        | 98                |
| Reino Unido (Rock & Metal Singles)    | 4                 |
| Suecia (Sverigetopplistan)            | 44                |
| Suiza (Schweizer Hitparade)           | 1                 |